# Heimlich, still und leise (1989)
Heimlich, still und leise (Il Decimo clandestino) ist ein italienisches Filmdrama von Lina Wertmüller aus dem Jahr 1989. Das von Wertmüller verfasste Drehbuch beruht auf einer Novelle von Giovannino Guareschi.
Der Film lief auf den Internationalen Filmfestspielen von Cannes 1990 und dem Filmfest München 1990.

## Handlung
Nach dem Tod ihres Mannes versucht die energische junge Witwe Marcella Baralli sich eine eigene Existenz aufzubauen und zieht aus der Emilia-Romagna nach Bologna, wo sie am Rande des Existenzminimums lebt. Zumindest konnte sie mit einem kleineren Betrag aus dem Erbe ihres Mannes einen bescheidenen Laden finden, in den sie ihre Hoffnung auf eine bessere Zukunft setzt. Eine Wohnung anzumieten war schon ungleich schwieriger und scheiterte immer wieder daran, dass Marcella von ihren neun minderjährigen Kindern erzählte. So kam es, dass sie sich letztendlich bei einer erneuten Bewerbung um eine Wohnung ihrer Vermieterin gegenüber als alleinstehend ausgab, obwohl sie die Mutter von drei Jungen und sechs Mädchen zwischen fünf und zwölf Jahren ist.  
Ihre Vermieterin und deren Ehemann, ein begütertes Ehepaar, ist kinderlos und ahnt nichts von dem Kinderreichtum der neuen Mieterin. Schon der Einzug der Kinder muss von Marcella penibel geplant und auf einen Zeitpunkt verlegt werden, da so gut wie alle im Haus schon schlafen. Marcella hat ihre Kinder jedoch gut darauf vorbereitet, sodass alles reibungslos verläuft. Das Verlassen des Hauses am nächsten Morgen ist dank der Disziplin der Kinder ebenfalls kein Problem. Kurz vor halb acht sind alle im Hinterzimmer von Marcella Laden vereint und nehmen dort ihr Frühstück zu sich, bevor es in Kindergarten beziehungsweise Schule geht. Am nächsten Tag ist Marcella der alte Milchmann Tognone bei ihrer Aktion behilflich, die Kinder wieder ins Haus zu bekommen. Den Winter über geht alles gut. Dann jedoch naht der Frühling. Und ein Zufall will es, dass die Wirtin die Kinder in der Wohnung entdeckt. Als Marcella an diesem Tag nach Hause kommt, wird sie dort schon erwartet mit der sarkastischen Aussage, sie sei also die kinderlose Witwe, die die Wohnung aufgrund dieser Angabe bekommen habe. Beeindruckt davon, dass die Anwesenheit der Kinder so viele Monate nicht bemerkt worden ist, gibt sich die Vermieterin wider Erwarten erst einmal zufrieden und behält das, was sie nun weiß, für sich. Marcella hat ihr glaubhaft versichert, dass die Anwesenheit der Kinder auch in Zukunft niemanden im Haus stören werde und sie, sobald sie eine passende Unterkunft für sich und die Kinder gefunden habe, ausziehen werde. Der Vermieterin lässt das alles aber keine Ruhe und so wird sie zur stillen Beobachterin der Kinder und ihres Verhaltens.
Einige Tage später bittet die Vermieterin Marcella zu sich, wobei der jungen Frau ein Porträt auffällt, dass die Vermieterin mit einem wunderschönen Baby auf dem Arm zeigt. Das Babygesicht ziert auch ein Medaillon, das sie um den Hals trägt. Marcella wird ganz traurig zumute, da sie weiß, wie schwer es für die Dame sein muss, dass sie selbst neun gesunde Kinder hat. Als die Vermieterin in der folgenden Nacht wiederum die Rückkehr der Kinder beobachtet, sieht sie nach dem neunten Schatten noch einen zehnten, sehr viel helleren, der sich zu ihr dreht und ihr zuwinkt, als sie erkennt, wer sie da voller Vertrauen anlächelt, füllen sich ihre Augen mit Tränen. 

## Produktion, Veröffentlichung
Produziert wurde der Film von Rete Italia. Die Dreharbeiten fanden in Bologna und in der Emilia-Romagna in Italien statt. 
Der Film, der als Fernsehdrama unter dem Titel Decimo Clandestino startete, wurde für seinen Kinostart von sechzig auf neunzig Minuten erweitert.
Der Film wurde am 12. Mai 1989 auf dem Filmfestival in Cannes in Frankreich vorgestellt. In Deutschland war er erstmals am 5. Februar 1991 zu sehen. Weitere Titel sind: The Tenth One in Hiding sowie To Save Nine. In Ungarn lautet der Titel A titkos tizedik.

## Kritik
„(Kino-)Film nach einer Erzählung des ‚Don Camillo‘-Autors Giovanni Guareschi, die anfangs in ausgesucht schönen Bildern die Einfachheit des bäuerlichen Lebens beschreibt, Charme und Lebensfreude verströmt und immer wieder das vielfältige Mutterglück beschwört, dann aber verflacht und sich in einer Aneinanderreihung von Klischees und Sentimentalitäten ergeht.“